# По Хла Джи
По Хла Джи (бирм. ဖိုးလှကြီ; 1900-е — февраль 1943) — нефтяник, один из лидеров забастовок против британского колониального господства.

## Биография
Родился между 1908 и 1910 годам, в Бирме. Был нефтяником. Бастовал за 30 дневной отпуск среди нефтяников, и получил прозвище «огр». Вместе с соратниками отправлен в тюрьму в Магуэ.
Во время Второй Мировой войны отправлен в тюрьму после чего освобождён и отправлен в больницу для психических больных, где и скончался.